# Qaxbaş
Qaxbaş är en ort i Azerbajdzjan.   Den ligger i distriktet Qax Rayonu, i den norra delen av landet, 270 km väster om huvudstaden Baku. Qaxbaş ligger 758 meter över havet och antalet invånare är 2 983.
Terrängen runt Qaxbaş är bergig åt nordost, men åt sydväst är den kuperad. Närmaste större samhälle är Qax, 4,0 km väster om Qaxbaş. 
Omgivningarna runt Qaxbaş är en mosaik av jordbruksmark och naturlig växtlighet. Runt Qaxbaş är det ganska glesbefolkat, med 38 invånare per kvadratkilometer.